# 에어 코르시카
에어 코르시카(프랑스어: Air Corsica)는 프랑스의 지역 항공사로, 허브 공항은 아작시오 나폴레옹 보나파르테 공항을 사용하고 있다.

## 보유 기종
- 2021년 2월 기준으로 에어 코르시카는 다음과 같이 보유하고 있다.[1]

### 퇴역 기종
- ATR 72-500 1대